# What If (Jason Derulo)
What If è un singolo del cantante statunitense Jason Derulo, il quarto estratto dal primo album in studio Jason Derülo.

## Il video
Il videoclip del brano è stato diretto dal regista Ethan Lader, e distribuito il 12 luglio 2010. Vediamo Jason Derulo e la sua fidanzata che si sono appena trasferiti in una casa. La ragazza, che sta andando a prendere l'ultimo scatolone dal camion fuori viene investita da una macchina. Jason manda indietro il tempo per fare sì che lui non abbia mai incontrato lei e quello che era successo non fosse mai avvenuto.

## Tracce
1. What If – 3:22

## Classifiche
| Classifica (2010) | Posizione massima |
| ----------------- | ----------------- |
| Australia         | 32                |
| Europa            | 37                |
| Irlanda           | 16                |
| Nuova Zelanda     | 27                |
| Regno Unito       | 12                |
| Regno Unito (R&B) | 7                 |
| Stati Uniti       | 72                |